# 더 레전드 오브 더 7골든 뱀파이어즈
더 레전드 오브 더 7골든 뱀파이어즈(七金屍, The Legend of the 7 Golden Vampires)는 홍콩에서 제작된 로이 워드 베이커 감독의 1974년 액션, 스릴러 영화이다.

## 출연
- 피터 커싱
- 장다웨이